# Lidl-Trek
Lidl-Trek ist ein US-amerikanisches Radsportteam, das 2011 unter dem Namen Leopard Trek mit Luxemburger Lizenz seine erste Saison in der UCI WorldTour bestritt. Der Sitz des Teams befindet sich im belgischen Deinze.

## Geschichte

### Gründung

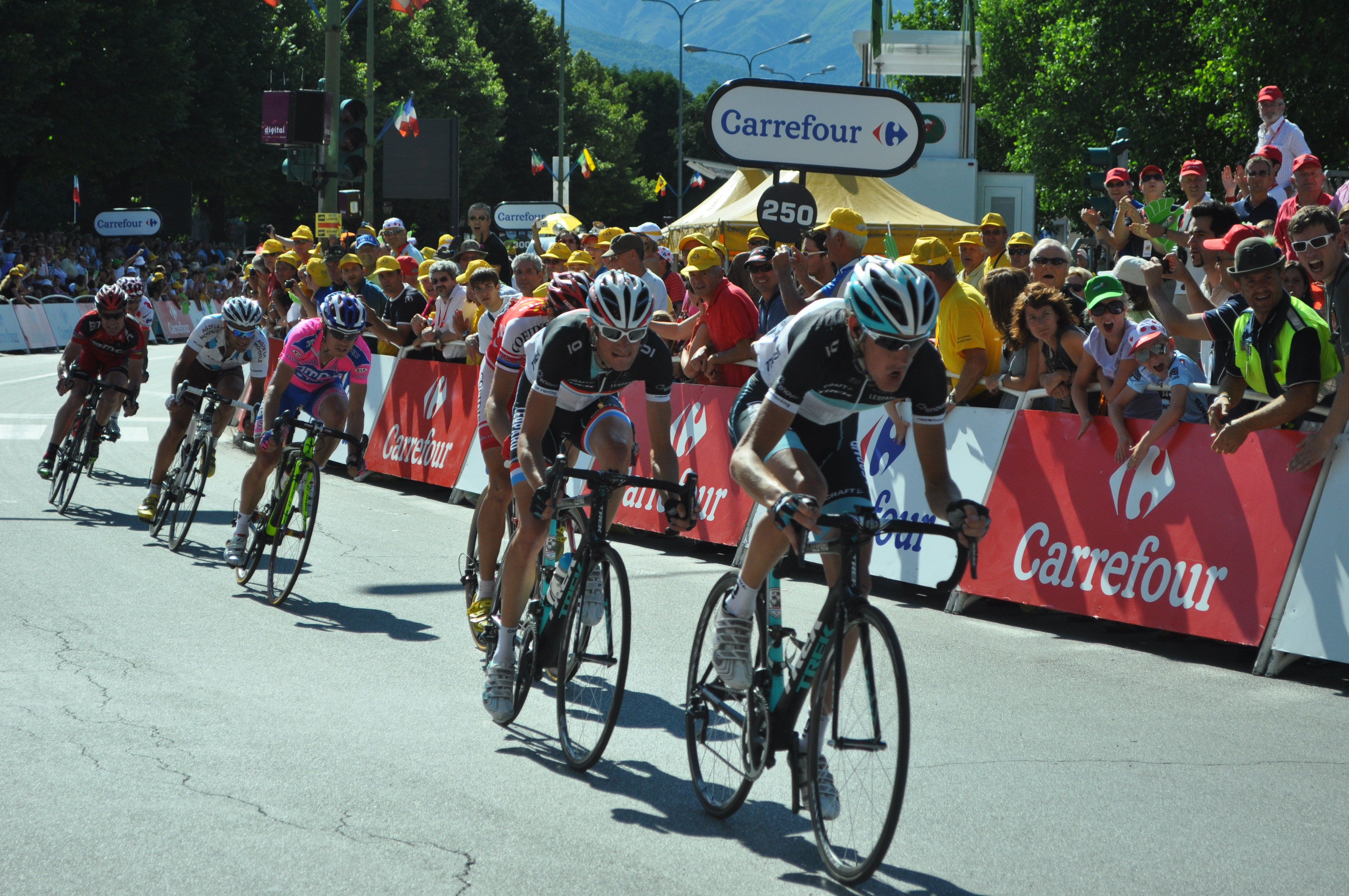
Fränk und Andy Schleck bei der Tour de France 2011

Offiziell wurde das Team, das zunächst nur unter der Bezeichnung Luxembourg Pro Cycling Project bekannt war, nach sechsmonatiger Aufbauarbeit am 6. Januar 2011 vorgestellt. Der Weltverband Union Cycliste Internationale stufte das Team auf Anhieb als stärkste Straßenradsport-Mannschaft der Welt ein und vergab eine Lizenz als UCI ProTeam mit luxemburgischer Lizenz.
Namensgeber war die neugegründete Betreibergesellschaft Leopard S.A. des luxemburgischen Sportmäzens und Immobilien-Maklers Flavio Becca, der u. a. bereits auch den nationalen Fußball-Erstligisten F91 Düdelingen unterstützt. Als Co-Namenssponsor fungierte das US-amerikanische Unternehmen Trek, dem nach eigenen Angaben weltweit größten Hersteller von Fahrrädern. Weitere wichtige Sponsoren im Jahr 2011 waren der deutsche Automobilhersteller und Fahrzeugsponsor des Teams Mercedes-Benz, das luxemburgische Energieversorgungsunternehmen Enovos und der skandinavische Bekleidungshersteller und Teamausrüster Craft.
Manager des Teams wurde der Däne Brian Nygaard, der früher Sprecher im Bjarne-Riis-Team Saxo-Bank war und von dort nicht nur die meisten Fahrer, sondern auch den Sportdirektor, seinen Landsmann Kim Andersen, rekrutierte. Die Kapitäne des Teams wurden die beiden luxemburgischen Brüder Andy und Fränk Schleck; daneben konnte der damalige Zeitfahrweltmeister und Klassikerspezialist, der Schweizer Fabian Cancellara, gewonnen werden. Neben diesen drei Fahrern stießen alleine aus dem Saxo-Bank Team von Riis weitere vier Fahrer hinzu, darunter der Australier Stuart O’Grady und der Deutsche Jens Voigt. Weitere wichtige Verpflichtungen waren die beiden deutschen Fahrer Linus Gerdemann und Fabian Wegmann, die vom untergegangenen Team Milram nach Luxemburg wechselten. Als Nachwuchs-Mannschaft sollte das luxemburgische Continental Team Differdange-Magic-SportFood.de dienen.

### Fusion und Umbenennung
Die Mannschaft wurde zur Saison 2012 mit dem US-amerikanischen Team RadioShack fusioniert und ging 2012 unter dem Namen RadioShack-Nissan an den Start, während das als Nachwuchsmannschaft bestimmte Leopard-Trek Continental Team hieß, also im Wesentlichen den Namen des ProTeams übernahm. Die Teamstrukturen verblieben weiterhin im Großherzogtum Luxemburg. Das Team behielt auch seine Luxemburger Nationalität. Ein Großteil der bisherigen Fahrer blieb beim Team, darunter die Spitzenfahrer Andy und Fränk Schleck, sowie Fabian Cancellara. Neuer General Manager wurde der Belgier Johan Bruyneel, der diese Funktion zuvor beim Team RadioShack ausübte.
Der Betreiber des ehemaligen amerikanischen Teams RadioShack, Capital Sports and Entertainment, zog sich aus der Organisation des ProTeams zurück und die Sponsoren unterstützen das luxemburgische Team, welches weiterhin von Leopard S.A. gemanagt wird, aber den Namen der neuen Sponsoren annimmt. RadioShack-Teammanger Johan Bruyneel blieb im Amt und auch Lance Armstrong war mit Livestrong an dem neuen Team beteiligt; die Marketing-Abteilung blieb in Austin/Texas. Als Farmteam sollten gleich zwei Continental Teams dienen: Das neugegründete luxemburgische Team Leopard-Trek Continental Team und das US-amerikanische Bontrager Livestrong Team.
Im Zuge der Ermittlungen der USADA gegen Lance Armstrong wegen des Vorwurfs des systematischen Dopings im US Postal Service Pro Cycling Team wurden auch schwere Vorwürfe gegen Johan Bruyneel erhoben, der seinerzeit Leiter dieses Teams war. Ende Oktober 2012 entschied der Teambetreiber sich daher von Bruyneel zu trennen und stattdessen den Italiener Luca Guercilena, der zuvor schon als Sportlicher Leiter des Teams tätig war, mit der Funktion des General Managers zu betrauen.
Zum Saisonende 2012 erklärte Nissan, der zweiter Namenssponsor des fusionierten Teams war, dass er das Team nicht mehr unterstützt.

### Übernahme durch Trek

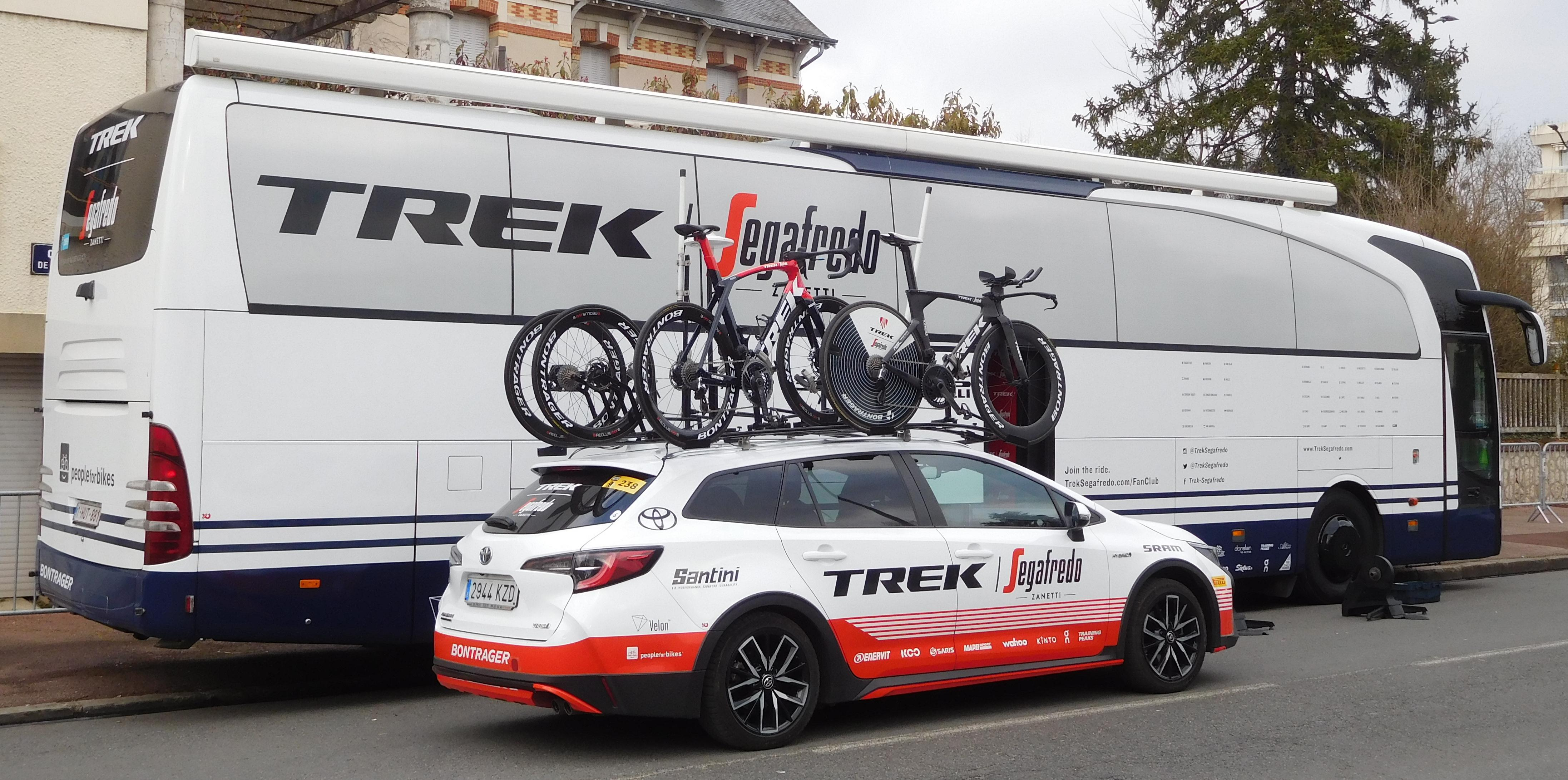
Teambus und Teamfahrzeug unter dem Namen Trek-Segafredo

Nachdem im Laufe des Jahres 2013 der Namenssponsor RadioShack ankündigte, die Finanzierung des Teams zum Jahresende einzustellen, veräußerte Flavio Becca das Team und die Lizenz an den Radausstatter Trek Bicycle Corporation, der das Team 2014 mit amerikanischer Lizenz bei der UCI registrieren ließ. Mit Beginn der Saison 2016 wurde das italienische Kaffeeprodukte-Unternehmen Segafredo Zanetti für einen Zeitraum von drei Jahren zweiter Namenssponsor des Teams.

### Einstieg von Lidl
Ende Mai 2023 gab das Team bekannt, dass es eine neue Partnerschaft mit dem international tätigen Lebensmitteleinzelhändler Lidl geschlossen habe. Lidl ersetzte dabei den bisherigen Partner Segafredo Zanetti und wird neben dem Markenauftritt auf den Trikots auch neuer Hauptsponsor des Team-Namens. Am 28. Juni präsentierte das Team dann erstmals die neuen Lidl-Trek Trikots. Die Mannschaft hat damit ihre Premiere in den neuen Farben bei der Tour de France 2023 gefeiert. Seit Beginn der Saison 2024 gehört zum Projekt auch ein Development Team mit dem Namen Lidl-Trek Future Racing. Im Juli 2025 wurde von den Hauptsponsoren die Übernahme der Anteilsmehrheit am Team durch Lidl bekanntgegeben.

## Platzierungen in UCI-Ranglisten
UCI World Ranking
| World Ranking | World Ranking | World Ranking            | World Ranking |
| Jahr          | Teamwertung   | Einzelwertung            |               |
| ------------- | ------------- | ------------------------ | ------------- |
| 2016          | —             | Fabian Cancellara (13. ) |               |
| 2017          | —             | Alberto Contador (12. )  |               |
| 2018          | —             | Jasper Stuyven (16. )    |               |
| 2019          | 10.           | Bauke Mollema (11. )     |               |
| 2020          | 8.            | Richie Porte (7. )       |               |
| 2021          | 12.           | Jasper Stuyven (17. )    |               |
| 2022          | 12.           | Mads Pedersen (20. )     |               |
| 2023          | 5.            | Mads Pedersen (6. )      |               |
| 2024          | 4.            | Mads Pedersen (12. )     |               |
|               |               |                          |               |
| Quelle: UCI   |               |                          |               |

UCI WorldTour
| UCI World Tour | UCI World Tour | UCI World Tour           | UCI World Tour |
| Jahr           | Teamwertung    | Einzelwertung            |                |
| -------------- | -------------- | ------------------------ | -------------- |
| 2011           | 3.             | Fränk Schleck (10. )     |                |
| 2012           | 12.            | Fabian Cancellara (37. ) |                |
| 2013           | 4.             | Fabian Cancellara (7. )  |                |
| 2014           | 13.            | Fabian Cancellara (11. ) |                |
| 2015           | 13.            | Bauke Mollema (22. )     |                |
| 2016           | 9.             | Fabian Cancellara (22. ) |                |
| 2017           | 5.             | Alberto Contador (10. )  |                |
| 2018           | 13.            | Jasper Stuyven (19. )    |                |
|                |                |                          |                |
| Quelle: UCI    |                |                          |                |

## Mannschaft 2025
| Teamkader 2025          | Teamkader 2025     | Teamkader 2025         | Teamkader 2025                      |
| Name                    | Geburtsdatum       | Land                   | Vorheriges Team                     |
| ----------------------- | ------------------ | ---------------------- | ----------------------------------- |
| Andrea Bagioli          | 23. März 1999      | Italien                | Soudal Quick-Step (2023)            |
| Julien Bernard          | 17. März 1992      | Frankreich             | SCO Dijon (2015)                    |
| Giulio Ciccone          | 20. Dezember 1994  | Italien                | Bardiani CSF (2018)                 |
| Simone Consonni         | 12. September 1994 | Italien                | Cofidis (2023)                      |
| Tim Declercq            | 21. März 1989      | Belgien                | Soudal Quick-Step (2023)            |
| Tao Geoghegan Hart      | 30. März 1995      | Vereinigtes Königreich | Ineos Grenadiers (2023)             |
| Amanuel Ghebreigzabhier | 17. August 1994    | Eritrea                | NTT Pro Cycling (2020)              |
| Ryan Gibbons            | 13. August 1994    | Südafrika              | UAE Team Emirates (2023)            |
| Daan Hoole              | 22. Februar 1999   | Niederlande            | SEG Racing Academy (2021)           |
| Lennard Kämna           | 9. September 1996  | Deutschland            | Red Bull-Bora-Hansgrohe (2024)      |
| Alex Kirsch             | 12. Juni 1992      | Luxemburg              | WB-Aqua Protect-Veranclassic (2018) |
| Patrick Konrad          | 13. Oktober 1991   | Österreich             | Bora-Hansgrohe (2023)               |
| Søren Kragh Andersen    | 10. August 1994    | Dänemark               | Alpecin-Deceuninck (2024)           |
| Juan Pedro López        | 31. Juli 1997      | Spanien                | Kometa (2019)                       |
| Jonathan Milan          | 1. Oktober 2000    | Italien                | Bahrain Victorious (2023)           |
| Bauke Mollema           | 26. November 1986  | Niederlande            | Belkin (2014)                       |
| Jacopo Mosca            | 29. August 1993    | Italien                | D'Amico UM Tools (2019)             |
| Thibau Nys              | 12. November 2002  | Belgien                | AA Drink Young Lions (2020)         |
| Sam Oomen               | 15. August 1995    | Niederlande            | Jumbo-Visma (2023)                  |
| Mads Pedersen           | 18. Dezember 1995  | Dänemark               | Stölting Service Group (2016)       |
| Quinn Simmons           | 8. Mai 2001        | Vereinigte Staaten     | Lux-Strading p/b Specialized (2019) |
| Mattias Skjelmose       | 26. September 2000 | Dänemark               | Leopard Pro Cycling (2020)          |
| Toms Skujiņš            | 15. Juni 1991      | Lettland               | Cannondale-Drapac (2017)            |
| Jasper Stuyven          | 17. April 1992     | Belgien                | Bontrager (2013)                    |
| Tim Torn Teutenberg     | 19. Juni 2002      | Deutschland            | Lidl-Trek Future Racing (2024)      |
| Edward Theuns           | 30. April 1991     | Belgien                | Team Sunweb (2018)                  |
| Mathias Vacek           | 12. Juni 2002      | Tschechien             | Gazprom-RusVelo (2022)              |
| Otto Vergaerde          | 15. Juli 1994      | Belgien                | Alpecin-Fenix (2021)                |
| Carlos Verona           | 4. November 1992   | Spanien                | Movistar Team (2023)                |
| Albert Philipsen        | 3. September 2006  | Königreich Dänemark    | Tscherning Cycling Academy (2024)   |
|                         |                    |                        |                                     |
| Quelle: ProCyclingStats |                    |                        |                                     |